# Tapi (distrikt)
Tapi (gujarati: તાપી જિલ્લો) er et distrikt i den indiske delstat Gujarat. Distriktets hovedstad er Vyara.
Distriktet blev oprettet 2. oktober 2007. Tehsilene Vyara, Songadh, Valod, Ucchal og Nizar blev overført fra distriktet Surat.

## Demografi
Ved folketællingen i 2011 var der 806,489 indbyggere i distriktet, mod 719,634 i 2001. Den urbane befolkningen udgør 9,79 % af befolkningen.
Børn i alderen 0 til 6 år udgjorde 10,48 % i 2011 mod 13,76 % i 2001. Antallet af piger i den alder per tusinde drenge er 944 i 2011 mod 951 i 2001.